# Buffalo Stallions
Os Buffalo Stallions era um time de futebol de Buffalo, Nova York, que jogou na Major Indoor Soccer League de 1979 a 1984. Sua arena principal era o Buffalo Memorial Auditorium. Foi o último clube profissional pelo qual a lenda portuguesa e o atacante Eusébio do FIFA 100 jogaram, entre 1979 e 1980.
Os jogos foram transmitidos no rádio por pelo menos duas temporadas. O veterano esportista de Buffalo, Van Miller, chamou a peça pela primeira vez na 104.1 FM, depois na WACJ. Jim Lane deu os tiros na segunda temporada.

## Jogadores
- Eusébio 1979-80
- Robert Prentice 1984

## História
| Ano       | Liga | Reg. estação                 | Jogos decisivos                                             | Média de frequência |
| --------- | ---- | ---------------------------- | ----------------------------------------------------------- | ------------------- |
| 1979-1980 | MISL | 17–15 (3ª Divisão Atlântica) | Perdeu o playoff da 1ª rodada para o Pittsburgh Spirit)     | 8.556               |
| 1980-1981 | MISL | 20–20 (4ª Divisão Central)   | Perdeu o playoff da 1ª rodada para o St. Louis Steamers)    | 9.487               |
| 1981-1982 | MISL | 24–20 (4ª Divisão Oriental)  | Perdeu o playoff da 1ª rodada para as flechas de Nova York) | 9.214               |
| 1982-1983 | MISL | 22–26 (6ª Divisão Leste)     | Não se qualificou                                           | 7.442               |
| 1983-1984 | MISL | 15–33 (6ª Divisão Leste)     | Não se qualificou                                           | 4.834               |

## Realizações
- 1979-1980 - Equipe All-MISL - Ian Anderson
- 1979-1980 - Novato do ano na MISL - Jim Sinclair
- 1981-1982 - Novato do ano na MISL - Germain Iglesias